# Nueva Fuerza Republicana
Nueva Fuerza Republicana (NFR) fue un partido político boliviano de centroderecha. Se concentraba su apoyo principalmente en el departamento de Cochabamba.

## Historia
En 1995, el exmilitar Manfred Reyes Villa quién ejercía como alcalde de Cochabamba, abandono el partido Acción Democrática Nacionalista (ADN) que había sido creado por el expresidente de Bolivia y general Hugo Banzer, para crear su propia agrupación política de nombre Nueva Fuerza Republicana (NFR), de marcado sello regionalista en sus inicios.
Para las elecciones de 1997, apoyaron junto al PDC, al general Hugo Banzer quién por quinta vez postulaba a la presidencia, quién finalmente ganó la elección al ser elegido por el Congreso Nacional.
Incluso después del éxito de la Asamblea por la Soberanía de los Pueblos (ASP) en las elecciones municipales de 1999 en Cochabamba, le ofrecieron a su líder Alejo Véliz y otros activistas campesinas, posiciones de candidaturas.
En las elecciones generales de 2002, llevan como candidato presidencial, a su fundador Manfred Reyes Villa, quién desde que dejó la alcaldía de Cochabamba en el 2000, había manifestado sus intenciones de postular a la presidencia, finalmente obtuvo 25 escaños en la Cámara de Diputados y 2 asientos en el Senado, mientras que Reyes Villa quedó en tercer lugar, tras Gonzalo Sánchez de Lozada y Evo Morales, obteniendo un 20,9% de los votos, debido a que ningún candidato obtuvo la mayoría necesaria para ser elegido, le correspondía al Congreso Nacional elegir al nuevo mandatario.
Es así que decidieron apoyar en la votación congresal a Gonzalo Sánchez de Lozada quién fue finalmente elegido presidente de Bolivia, integrando posteriormente el órgano ejecutivo, sin embargo en octubre de 2003 decidieron abandonar la coalición de gobierno.
Participan en las elecciones de 2005, llevaron como candidato a Gildo Angulo Cabrera, quién remato en sexto lugar con un 0,68% de los votos, en la elección donde Evo Morales, fue elegido presidente, mientras que en la contienda legislativa, no obtuvo ningún escaño.
El 4 de septiembre de 2009, junto a los partidos "Plan Progreso para Bolivia" (PPB), "Autonomía Para Bolivia: (APB), "Partido Popular" (PP) y el tradicional Movimiento Nacionalista Revolucionario (MNR), deciden formar la coalición electoral Plan Progreso para Bolivia-Convergencia Nacional (PPB-CN), con el fin de aglutinar a toda la oposición al gobierno de Evo Morales con miras a las elecciones generales de ese año.
El fundador de NFR Manfred Reyes Villa, fue nominado como candidato del PPB-CN en las elecciones generales de 2009, donde sería reelecto nuevamente Evo Morales, obteniendo un 26,46% frente a un 64,22% del Presidente Morales.

## Resultados electorales

### Presidenciales
|  | 20.91 % |

|  | 79.70 % |

|  | 22.26 % |

|  | 18.06 % |

|  | 0.68 % |

|  | 26.46 % |